# Малая Мягрека
Малая Мягрека — река в России, протекает по Беломорскому району Карелии.
Протекает по заболоченной местности. Устье реки находится в 14 км по правому берегу реки Мягрека, на границе с Кемским районом, в 4 км южнее станции Мягрека, в километре западнее железной дороги Санкт-Петербург — Мурманск. Длина реки составляет 20 км.

## Данные водного реестра
По данным государственного водного реестра России относится к Баренцево-Беломорскому бассейновому округу, водохозяйственный участок реки — реки бассейна Онежской губы от южной границы бассейна реки Кемь до западной границы бассейна реки Унежма, без реки Нижний Выг. Речной бассейн реки — бассейны рек Кольского полуострова и Карелии, впадает в Белое море.
Код объекта в государственном водном реестре — 02020001412102000004869.